# Femme nue drapée
Femme nue drapée – ou Nu au fauteuil, fond rouge – est un tableau du peintre français Henri Matisse réalisé en 1936. Partie d'une série de quatre toiles de même taille peintes à l'huile pendant le même printemps, ce nu représente une femme assise qui porte une blouse mauve ouverte. L'œuvre est conservée dans les collections de la Tate, à Londres, au Royaume-Uni, depuis son acquisition en 1959.

## Expositions
- Matisse. Cahiers d'art – Le tournant des années 1930, musée de l'Orangerie, Paris, 2023 — n°133.